# 越前屋民雄
越前屋民雄（えちぜんや たみお、1946年－　）は、日本の弁護士。越前屋民雄法律事務所所長。北海道出身。札幌弁護士会所属。法律全般を扱うが、特に、消費者契約法や行政法に関する事案を専門分野とする。
1966年、北海道函館東高等学校卒業。1971年、北海学園大学法学部卒業。1980年、司法試験合格。1983年司法修習修了。弁護士登録。札幌市内の弁護士事務所勤務を経て、開業し、人権派弁護士として活躍する。この他、札幌弁護士会消費者保護委員会委員や、札幌弁護士会公害対策委員会委員。2015年に依頼者に管理を任されていた金銭を着服したとして業務停止５カ月処分を受けた。
北海学園大学では大和哲夫ゼミに所属した。1999年より北海学園大学法職講座担当講師（~2005年）のほか、札幌学院大学教養科目｢人権論｣非常勤講師なども務めた。